# Park Chan-yong
Park Chan-yong (* 10. Juni 1963 in Hwasun) ist ein ehemaliger südkoreanischer Boxer und WBA-Weltmeister im Bantamgewicht.

## Profikarriere
Im Jahre 1980 begann Park seine Profikarriere. Am 24. Mai 1987 boxte er gegen Takuya Muguruma um den Weltmeistertitel des Verbandes WBA und siegte durch technischen K. o. in Runde 11. Diesen Gürtel verlor er allerdings bereits in seiner ersten Titelverteidigung am 3. Oktober desselben Jahres an Wilfredo Vázquez durch Knockout in der 10. Runde.
Im Jahre 1992 beendete er seine Karriere.